# Survival Sickness
Survival Sickness è un album in studio del gruppo musicale svedese The (International) Noise Conspiracy, pubblicato nel 2000.

## Tracce
1. I Wanna Know About U – 2:30
2. The Subversive Sound – 2:38
3. Smash it Up – 3:15
4. (I've Got) Survival Sickness – 4:09
5. The Reproduction of Death – 3:48
6. Impostor Costume – 2:57
7. Intermission – 2:24
8. Only Lovers Left Alive – 2:42
9. Do I Have To Spell It Out? – 4:00
10. Will It Ever Be Quiet? – 3:46
11. Enslavement Blues – 3:19
12. Ready Steady Go! – 4:15